# Munster (Moselle)
Pour les articles homonymes, voir Munster.
Munster (prononcé [mœ̃stɛʁ]  ; Minschder en francique lorrain) est une commune française située dans le département de la Moselle, en région Grand Est.

## Géographie
Commune rurale lorraine de la Moselle, Munster fait partie du parc naturel régional de Lorraine et de la ZNIEFF du pays des étangs.
La plus grande ville à proximité de Munster est la ville de Sarreguemines située au nord de la commune à 33 km par la route. La commune est située au carrefour des routes départementales 39 et 39c.
La majeure partie de la superficie de la commune est occupée par des activités agricoles, cultures et élevages. Les constructions sont groupées dans le village.

### Communes limitrophes
| Albestroff  |         |              |
| Torcheville | Munster | Vibersviller |
| Lhor        |         | Insviller    |

### Hydrographie
La commune est située dans le bassin versant du Rhin au sein du bassin Rhin-Meuse. Elle est drainée par le ruisseau des Roses et le ruisseau la Rode.
Le ruisseau des Roses, d'une longueur totale de 11,9 km, prend sa source dans la commune de Bassing et se jette  dans la Rode en limite de Munster et de Givrycourt, après avoir traversé six communes.
Le ruisseau la Rode, d'une longueur totale de 24,8 km, prend sa source dans la commune de Loudrefing et se jette  dans l'Albe à Sarralbe, après avoir traversé 13 communes.

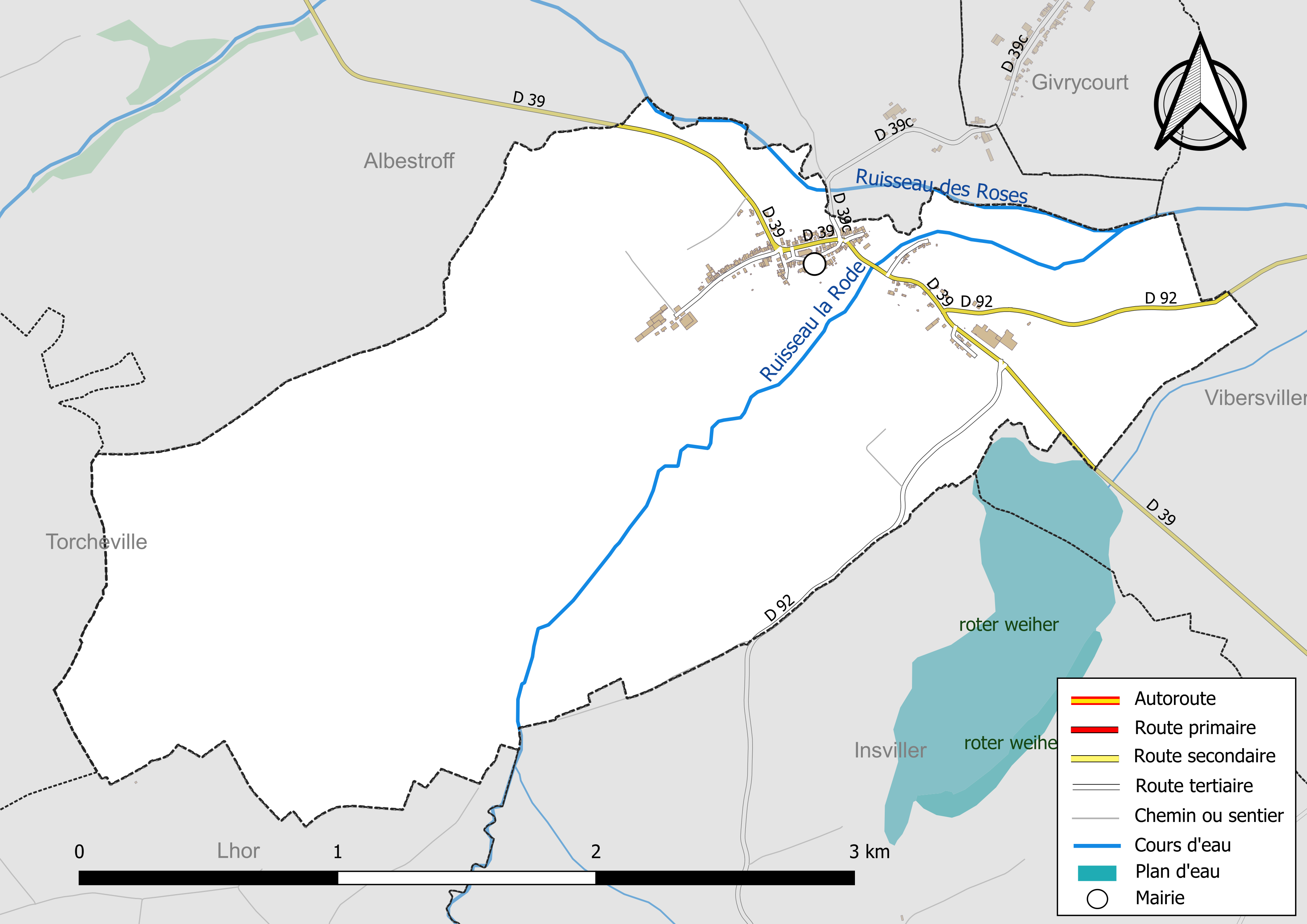
Réseaux hydrographique et routier de Munster.

La qualité du ruisseau des Roses et du ruisseau la Rode peut être consultée sur un site spécial géré par les agences de l’eau et l’Agence française pour la biodiversité.

### Climat
Pour des articles plus généraux, voir Climat du Grand Est et Climat de la Moselle.
En 2010, le climat de la commune est de type climat des marges montargnardes, selon une étude du Centre national de la recherche scientifique s'appuyant sur une série de données couvrant la période 1971-2000. En 2020, Météo-France publie une typologie des climats de la France métropolitaine dans laquelle la commune est exposée à un climat semi-continental et est dans la région climatique  Vosges, caractérisée par une pluviométrie très élevée (1 500 à 2 000 mm/an) en toutes saisons et un hiver rude (moins de 1 °C). 
Pour la période 1971-2000, la température annuelle moyenne est de 10 °C, avec une amplitude thermique annuelle de 17,1 °C. Le cumul annuel moyen de précipitations est de 907 mm, avec 12 jours de précipitations en janvier et 9,3 jours en juillet. Pour la période 1991-2020, la température moyenne annuelle observée sur la station météorologique de Météo-France la plus proche, « Kappelkinger_sapc », sur la commune de Kappelkinger à 6 km à vol d'oiseau, est de 10,6 °C et le cumul annuel moyen de précipitations est de 772,6 mm. 
La température maximale relevée sur cette station est de 38,8 °C, atteinte le 25 juillet 2019 ; la température minimale est de −19,6 °C, atteinte le 26 décembre 2010,,. 
Les paramètres climatiques de la commune ont été estimés pour le milieu du siècle (2041-2070) selon différents scénarios d'émission de gaz à effet de serre à partir des nouvelles projections climatiques de référence DRIAS-2020. Ils sont consultables sur un site spécial publié par Météo-France en novembre 2022.

## Urbanisme

### Typologie
Au 1er janvier 2024, Munster est catégorisée commune rurale à habitat dispersé, selon la nouvelle grille communale de densité à sept niveaux définie par l'Insee en 2022.
Elle est située hors unité urbaine et hors attraction des villes,.

## Toponymie
Le nom provient de Münster (de) =  monastère ou cathédrale en allemand. 

Anciens noms: Monstre (1262), Munstre (1270), Monasterium (1271), Minster (1553), Munster (1793). 
 En francique lorrain : Minschder. En allemand standard : Münster.

### Sobriquet
Surnom sur les habitants : Die Bachsputzer (ceux qui crachent dans le ruisseau).

## Histoire
- Collégiale fondée sur la fin du XIIe siècle.
- Village de la baronnie de Fénétrange, saccagé au cours des guerres de Religion et de la guerre de Trente Ans (notamment la basilique).
- Albestroff avait absorbé en 1973 le village de Munster, mais Munster a repris son indépendance dès 1983.
- Cette commune faisait partie du département de la Meurthe avant 1871.

## Politique et administration
| Période                                  | Période   | Identité       | Étiquette | Qualité |
| ---------------------------------------- | --------- | -------------- | --------- | ------- |
| Les données manquantes sont à compléter. |           |                |           |         |
| mars 1977                                | mars 2008 | Yves Kesseler  |           |         |
| mars 2008                                | En cours  | Jean-Luc Manns |           |         |

Munster est membre de la communauté de communes du Saulnois.

## Démographie
L'évolution du nombre d'habitants est connue à travers les recensements de la population effectués dans la commune depuis 1793. Pour les communes de moins de 10 000 habitants, une enquête de recensement portant sur toute la population est réalisée tous les cinq ans, les populations de référence des années intermédiaires étant quant à elles estimées par interpolation ou extrapolation. Pour la commune, le premier recensement exhaustif entrant dans le cadre du nouveau dispositif a été réalisé en 2004.

En 2022, la commune comptait 235 habitants, en évolution de −7,84 % par rapport à 2016 (Moselle : +0,52 %, France hors Mayotte : +2,11 %).
| 1793 | 1800 | 1806 | 1821 | 1831 | 1836 | 1841 | 1846 | 1851 |
| ---- | ---- | ---- | ---- | ---- | ---- | ---- | ---- | ---- |
| 449  | 449  | 601  | 576  | 651  | 683  | 706  | 716  | 656  |

| 1856 | 1861 | 1871 | 1875 | 1880 | 1885 | 1890 | 1895 | 1900 |
| ---- | ---- | ---- | ---- | ---- | ---- | ---- | ---- | ---- |
| 584  | 588  | 555  | 558  | 525  | 454  | 421  | 415  | 426  |

| 1905 | 1910 | 1921 | 1926 | 1931 | 1936 | 1946 | 1954 | 1962 |
| ---- | ---- | ---- | ---- | ---- | ---- | ---- | ---- | ---- |
| 428  | 428  | 398  | 390  | 357  | 329  | 282  | 294  | 309  |

| 1968 | 1990 | 1999 | 2004 | 2006 | 2009 | 2014 | 2019 | 2022 |
| ---- | ---- | ---- | ---- | ---- | ---- | ---- | ---- | ---- |
| 322  | 230  | 197  | 198  | 209  | 217  | 249  | 239  | 235  |

## Économie
Lorina est une marque de limonade et de boissons aux fruits gazeuses artisanales, présente en France et à l'international. La marque appartient aux Établissements Geyer Frères dont le site de fabrication est situé à Munster depuis 1895. L’entreprise a été relancée en 1997 après son rachat par Jean-Pierre Barjon. Les produits Lorina sont commercialisés dans près de quarante pays, principalement en Europe, en Asie et en Amérique. La filiale de Miami (aux États-Unis), ouverte en 2001, représente son plus gros marché à l’étranger.
Respectant les anciennes recettes, la Lorina dépasse les frontières lorraines et obtient, en 1997, l'oscar du meilleur soda à New York. En moins de dix ans, Lorina s'impose sur le marché des boissons gazeuses premium, tant en France qu'à l’international, grâce à des recettes naturelles et un positionnement premium.

## Culture locale et patrimoine

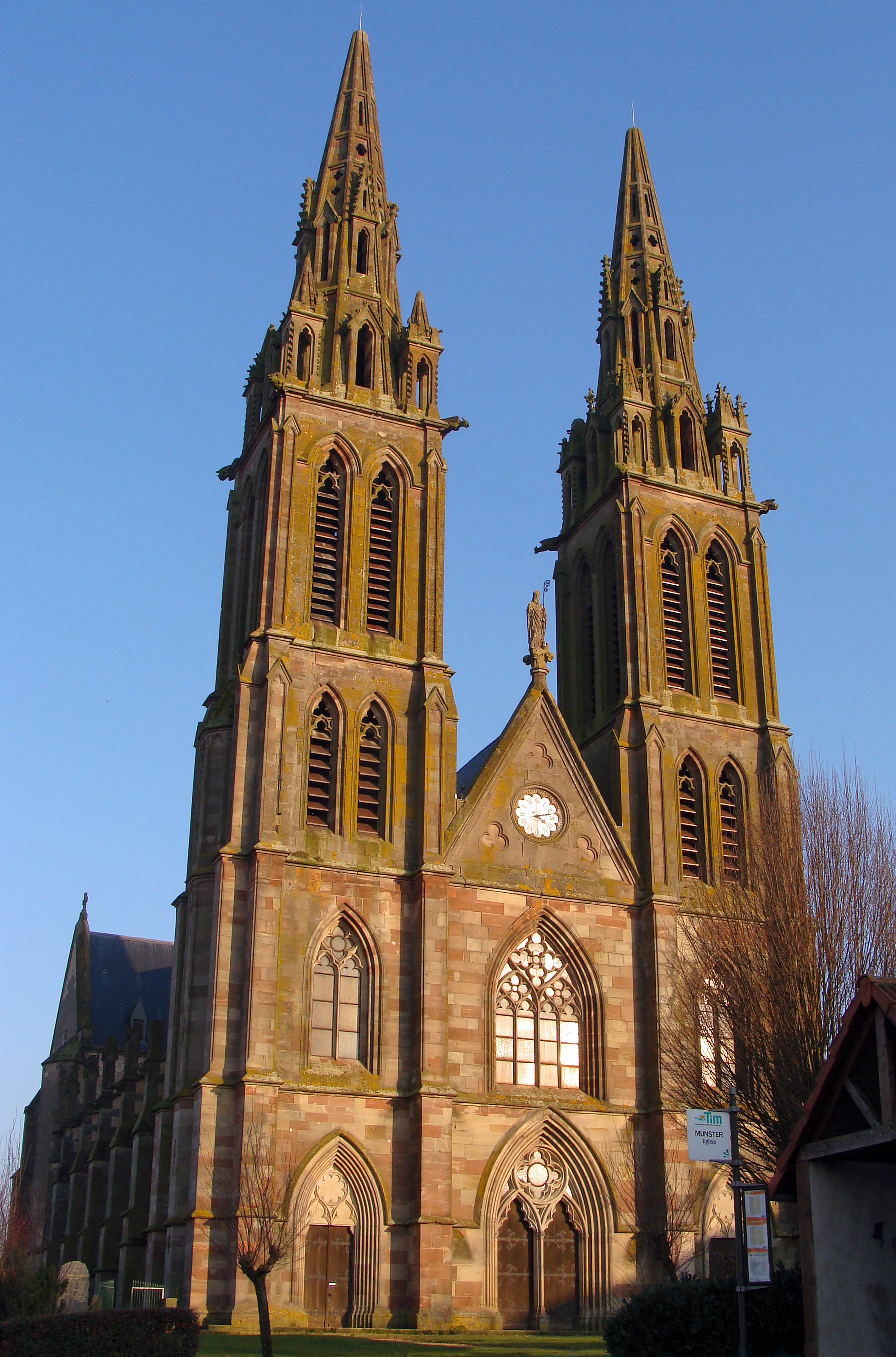
Collégiale Saint-Nicolas.

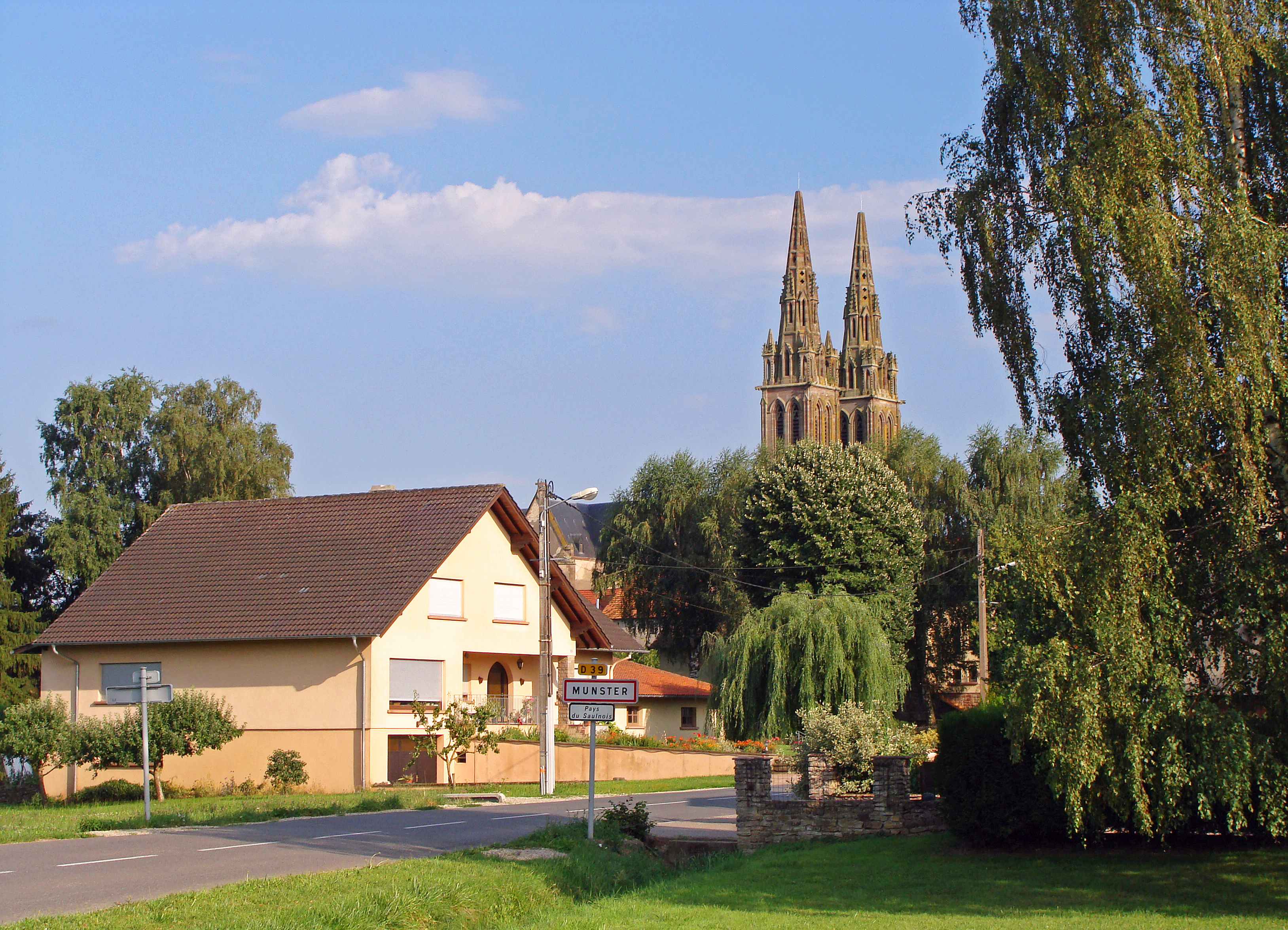
Vue de Munster et de sa collégiale.

### Lieux et monuments
- Collégiale Saint-Nicolas du XIIIe siècle, deux flèches de 73 mètres de hauteur. On dit que le seigneur Guillaume de Torcheville la fit bâtir après s'être enlisé dans un marais : il aurait fait le vœu d'édifier une chapelle s'il parvenait à s'en extraire sain et sauf[25]. La collégiale Saint-Nicolas a été restaurée sous la direction de l'architecte Eugène Viollet-le-Duc de 1868 à 1874. La basilique-cathédrale de l'Immaculée-Conception de Denver en a repris de nombreux aspects architecturaux. À l’intérieur, des têtes de lions ornent les stalles et le mobilier est de style Louis XVI. Des vitraux contemporains de Didier Gallet ont été installés en 1988. L'église à l'exception de la façade a été classée monument historique par arrêté du 21 octobre 1896 ; la façade occidentale a été classée par arrêté du 28 décembre 1984[26]. Les deux tours, mutilées par la tempête du 26 décembre 1999 ont perdu leur sommet. L'ensemble de l'édifice a été fortement dégradé et de nombreux travaux restent à finir.

### Personnalités liées à la commune
- Victor Geyer, fondateur de la Sté Geyer Frères, qui fabrique et commercialise depuis 1895 la limonade Lorina léguée à Ernest et André "dit Victor" Geyer, ses fils.
- Nicholas Chrysostom Matz, 1850–1917, né à Munster, évêque de Denver, Colorado.

### Héraldique
| Blason de Munster | Blason  | De gueules au chien d'argent issant d'une champagne ondée du même, surmonté d'une croix de Lorraine d'or et accosté des lettres S et N aussi d'or. |
| Blason de Munster | Détails | Le statut officiel du blason reste à déterminer.                                                                                                   |